# リアル・ペイン〜心の旅〜
『リアル・ペイン〜心の旅〜』（リアル・ペイン こころのたび、原題：A Real Pain）は、2024年制作のアメリカ合衆国のドラマ映画。ジェシー・アイゼンバーグ監督・脚本・製作・主演。

## あらすじ
ニューヨークに住むユダヤ人のデヴィッドは、長年疎遠だった従兄弟のベンジーと最愛の祖母の遺言により再会、彼女の故郷ポーランド行きのツアー旅行に参加することになった。正反対な性格のデヴィッドとベンジーは時に騒動を起こしながらも、同じツアーに参加した個性的な人たちとの交流や、家族のルーツであるポーランドの地を巡る中で、“リアル・ペイン”（本当の痛み）に向き合う力を見出だしていく。

## キャスト

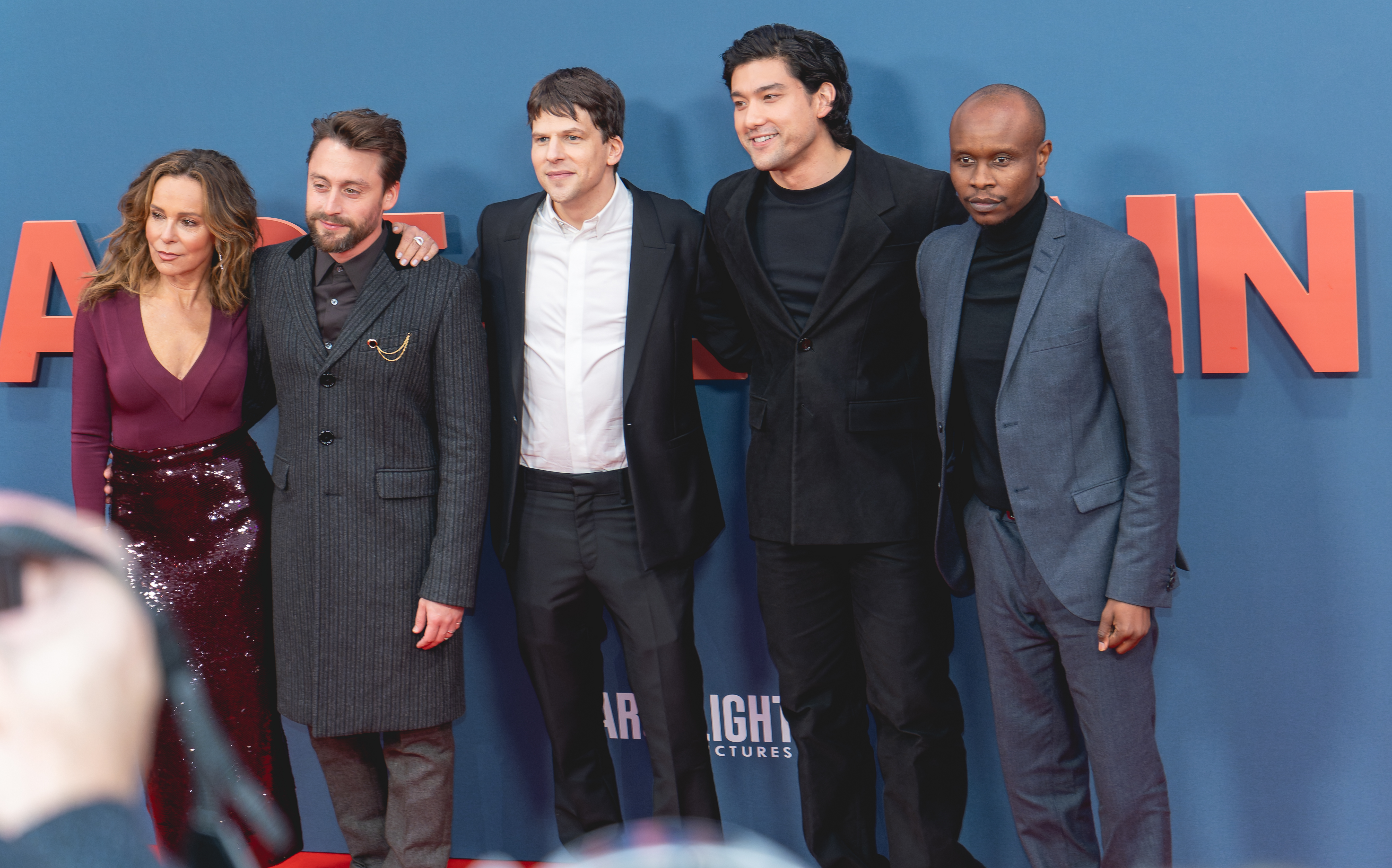
左から、ジェニファー・グレイ、キーラン・カルキン、ジェシー・アイゼンバーグ、ウィル・シャープ、カート・エジアイアワン。

- デヴィッド・カプラン：ジェシー・アイゼンバーグ
- ベンジー・カプラン：キーラン・カルキン
- ジェームズ：ウィル・シャープ
- マーシャ：ジェニファー・グレイ
- エロージュ：カート・エジアイアワン
- ダイアン：ライザ・サドヴィ
- マーク：ダニエル・オレスケス